# فلبیناک
فلبیناک (انگلیسی: Felbinac) یا Biphenylylacetic acid یک داروی موضعی متعلق به خانواده داروهایی است که به عنوان داروهای ضد التهابی غیر استروئیدی (NSAIDs) از کلاس آریلاستیک اسید (نه آریل پروپیونیک اسید) شناخته می‌شوند. این دارو برای برای درمان التهاب ماهیچه و آرتروز به کار می‌رود. این دارو یک متابولیت فعال فن‌بوفن است.